# .tz
.tz – domena internetowa przypisana od roku 1995 do Tanzanii i administrowana przez tzNIC.

## Domeny drugiego poziomu
- co.tz : handlowe
- ac.tz : maturalne szkoły przyznające stopnie
- go.tz : podmioty pozarządowe
- or.tz : organizacje
- mil.tz : wyłącznie dla podmiotów odpowiedzialnych za wojsko
- sc.tz : szkoły
- ne.tz : infrastruktura sieciowa

Inne od roku 2012:
- hotel.tz
- mobi.tz
- tv.tz
- info.tz
- me.tz